# Artur Azevedo
Pour les articles homonymes, voir Azevedo.
Artur Nabantino Gonçalves de Azevedo est un homme de lettres brésilien né le 7 juillet 1855 à São Luís (Maranhão) au Brésil et est décédé le 22 octobre 1908 à Rio de Janeiro. Il est connu pour ses idées républicaines et a occupé la 29e chaire de l’Académie brésilienne des lettres de 1897 à sa mort.

## Œuvres

### Poésie
- Carapuças (1871)
- Sonetos (1876)

### Histoires courtes
- Contos Possíveis (1889)
- Contos Fora de Moda (1894)
- Contos Efêmeros (1897)
- Contos em Verso (1898)

### Pièces de théâtre
- Amor por Anexins (1872)
- A Filha de Maria Angu (1876)
- Uma Véspera de Reis (1876)
- Joia (1879)
- O Anjo da Vingança (1882 — en partenariat avec Urbano Duarte de Oliveira)
- O Escravocrata (1884 — en partenariat avec Urbano Duarte de Oliveira)
- Almanjarra (1888)
- Fritzmack (1889 — en partenariat avec Aluísio Azevedo)
- A Capital Federal (1897)
- O Badejo (1898)
- Confidências (1898)
- O Jagunço (1898)
- Comeu! (1901)
- O Retrato a Óleo (1902)
- O Dote (1907)